# Distrikt Sartimbamba
Der Distrikt Sartimbamba liegt in der Provinz Sánchez Carrión in der Region La Libertad in West-Peru. Der Distrikt wurde am 12. Februar 1821 gegründet. Er hat eine Fläche von 394,4 km². Beim Zensus 2017 wurden 16.769 Einwohner gezählt. Im Jahr 1993 lag die Einwohnerzahl bei 10.889, im Jahr 2007 bei 12.648. Verwaltungssitz des Distriktes ist die 2697 m hoch gelegene Ortschaft Sartimbamba mit 610 Einwohnern (Stand 2017). Sartimbamba liegt 35 km ostnordöstlich der Provinzhauptstadt Huamachuco.

## Geographische Lage
Der Distrikt Sartimbamba liegt an der Ostflanke der peruanischen Westkordillere im Nordosten der Provinz Sánchez Carrión. Der Río Marañón fließt entlang der östlichen Distriktgrenze nach Norden, dessen linker Nebenfluss Río Chusgón entlang der nordwestlichen und nördlichen Distriktgrenze nach Osten. Der Río Gansul, ein weiterer linker Nebenfluss des Río Marañón, durchfließt den Süden des Distrikts in südöstlicher Richtung und bildet im Unterlauf die südliche Distriktgrenze.
Der Distrikt Sartimbamba grenzt im Süden an den Distrikt Cochorco, im Südwesten an den Distrikt Chugay, im Westen an den Distrikt Marcabal, im Norden an den Distrikt Sitacocha (Provinz Cajabamba, Region Cajamarca), im Nordosten an die Distrikte Bambamarca und Condormarca (beide in der Provinz Bolívar) sowie im Südosten an den Distrikt Pataz (Provinz Pataz).

## Ortschaften
Im Distrikt gibt es neben dem Hauptort Chugay 30 caseríos. Die größten dieser Ortschaften sind:
- Chugurbamba (440 Einwohner)
- La Victoria (893 Einwohner)
- Marcabal Grande (906 Einwohner)
- San Alfonso (370 Einwohner)